# Glebocarcinus
Glebocarcinus is een geslacht van kreeftachtigen uit de klasse van de Malacostraca (hogere kreeftachtigen).

## Soorten
- Glebocarcinus amphioetus (Rathbun, 1898)
- Glebocarcinus oregonensis (Dana, 1852)